# Wu Mej-ling
Wu Mej-ling (čínsky pchin-jinem Wú Méilíng, znaky 吳玫玲, POJ: Ngô͘Mûilêng), (* 6. ledna 1973) je bývalá tchajwanská zápasnice – judistka.

## Sportovní kariéra
V tchajwanské ženské reprezentaci se pohybovala od konce osmdesátých let dvacátého století ve střední váze do 66 kg. V roce 1992 startovala na olympijských hrách v Barceloně, kde nestačila v úvodním kole na pozdější vítězku Kubánku Odalis Revéovou. V roce 1995 vybojovala pro tchajwanské judo doposud poslední titul mistra asie. V roce 1996 startovala na olympijských hrách v Atlantě. V úvodním kole vyřadila hned v prvních sekundách na ippon technikou ippon-seoi-nage Japonku Risu Kazimiovou, ale v dalším kole protaktizovala čtvrtfinále s Nizozemkou Claudii Zwiersovou. Sportovní kariéru ukončila na přelomu dvacátého a jednadvacátého století.

## Výsledky
| Turnaj            | 1988 | 1989         | 1990         | 1991         | 1992         | 1993         | 1994         | 1995         | 1996         | 1997         | 1998 |
| Turnaj            | 15   | 16           | 17           | 18           | 19           | 20           | 21           | 22           | 23           | 24           | 25   |
| Turnaj            |      | střední váha | střední váha | střední váha | střední váha | střední váha | střední váha | střední váha | střední váha | střední váha |      |
| ----------------- | ---- | ------------ | ------------ | ------------ | ------------ | ------------ | ------------ | ------------ | ------------ | ------------ | ---- |
| Olympijské hry    | —    |              |              |              | úč.          |              |              |              | úč.          |              |      |
| Mistrovství světa |      | úč.          |              | 7.           |              | úč.          |              | úč.          |              | úč.          |      |
| Asijské hry       |      |              | 5.           |              |              |              | 3.           |              |              |              | 3.   |
| Mistrovství Asie  | 3.   |              |              | 2.           |              | 2.           |              | 1.           | —            | 3.           |      |
| Univerziáda       |      |              |              |              |              |              |              | 3.           |              |              |      |
| Akademické MS     |      |              |              |              |              |              | 3.           |              | ?            |              | 7.   |
| MS juniorů        |      |              | úč.          |              |              |              |              |              |              |              |      |